# Sydney Allard
Pour les articles homonymes, voir Allard.
Pas d'image ? Cliquez ici
Sydney Herbert Allard, né le 19 juin 1910 et décédé le 12 avril 1966, était le fondateur de la Allard Motor Company. Il gagne en 1949 le British Hill Climb Championship au volant d'une Steyr-Allard, et en 1952 le Rallye Monte-Carlo sur Allard P1 Sport. Il finit troisième au classement général des 24 heures du Mans 1950 associé à Tom Cole. Il concourt également en 1953 aux 24 Heures du Mans, conduisant une voiture Allard avec Philip Fotheringham-Parker, mais l'équipe est la première à se retirer après n'avoir complété que quatre tours.

## Liens externes

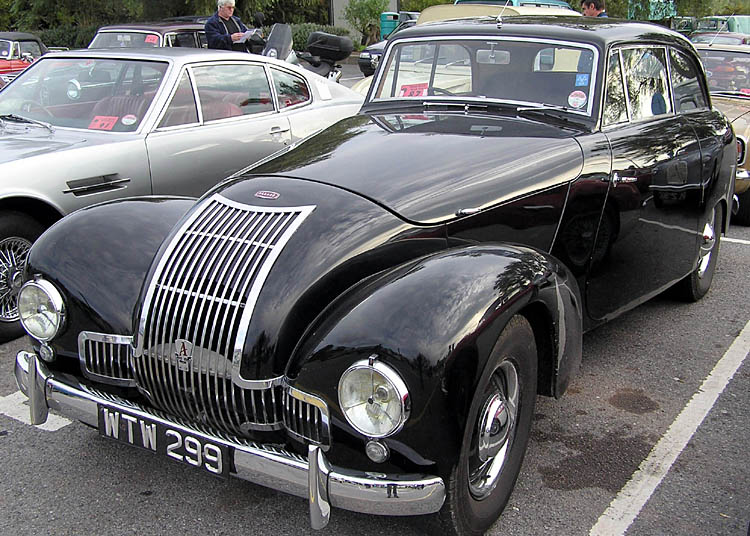
Allard P1 Sports